# Turchia ai XX Giochi olimpici invernali
La Turchia ha partecipato ai XX Giochi olimpici invernali di Torino, che si sono svolti dal 10 al 26 febbraio 2006, con una delegazione di sei atleti.

## Pattinaggio di figura
| Gara                  | Atleta          | Obbligatorio | Obbligatorio | Breve/Originale | Breve/Originale | Libero | Libero | Totale | Totale |
| Gara                  | Atleta          | Punti        | Pos.         | Punti           | Pos.            | Punti  | Pos.   | Punti  | Pos.   |
| --------------------- | --------------- | ------------ | ------------ | --------------- | --------------- | ------ | ------ | ------ | ------ |
| Individuale femminile | Tuğba Karademir |              |              | 44,20           | 22              | 79,44  | 21     | 123,64 | 21     |

## Sci alpino
| Gara    | Atleta     | 1° manche | 2° manche   | Tempo totale | Posizione |
| ------- | ---------- | --------- | ----------- | ------------ | --------- |
| Slalom  | Hamit Şare | 1'07"57   | 1'01"56     | 2'09"13      | 40        |
| Gigante | Hamit Şare | 1'52"13   | non partito |              |           |

| Gara    | Atleta       | 1° manche  | 2° manche | Tempo totale | Posizione |
| ------- | ------------ | ---------- | --------- | ------------ | --------- |
| Slalom  | Duygu Ulusoy | 1'11"43    | 1'19"38   | 2'30"81      | 37        |
| Gigante | Duygu Ulusoy | non finito |           |              |           |

## Sci di fondo
| Gara                   | Atleta               | Tempo d'arrivo | Posizione |
| ---------------------- | -------------------- | -------------- | --------- |
| 15 km tecnica classica | Muhammet Kızılarslan | 45'06"8        | 74        |
| 15 km tecnica classica | Sebahattin Oglago    | 42'18"9        | 55        |
| 30 km inseguimento     | Sebahattin Oglago    | 1:28'03"8      | 65        |
| 50 km tecnica libera   | Sebahattin Oglago    | Non finito     |           |

| Gara                   | Atleta       | Tempo d'arrivo | Posizione |
| ---------------------- | ------------ | -------------- | --------- |
| 10 km tecnica classica | Kelime Aydın | 31'47"1        | 52        |
| 15 km inseguimento     | Kelime Aydın | Non finito     |           |
| 30 km tecnica libera   | Kelime Aydın | 1:34'07"2      | 49        |